# Список песен Любови Успенской
Ниже представлен список песен Любови Успенской в алфавитном порядке. Он содержит только песни, которые были официально выпущены российской певицей с 1985 года, независимо от того, они были записаны в студии или это были только концертные релизы. В список включены песни, изданные в первоначальном формате, а также их переиздания на других альбомах певицы. По состоянию на 2019 год певица записала в общей сложности более 150 песен.
Большая часть песен в исполнении Любови Успенской написаны в жанре городского романса и русского шансона. Среди наиболее известных хитов исполнительницы песни «Кабриолет», «Карусель», «К единственному, нежному», «Пропадаю я» и прочие. Авторами многих песен для Любови Успенской являются Игорь Азаров, Регина Лисиц, Михаил Танич. Помимо сольных выступлений, Успенская пела дуэтом с Александром Розенбаумом, Славой Медяником, Ириной Дубцовой, певицей Славой, Леонидом Агутиным и другими исполнителями.
| # А Б В Г Д Е Ё Ж З И К Л М Н О П Р С Т У Ф Х Ц Ч Ш Щ Э Ю Я |

| Название                       | Год  | Автор музыки                        | Автор слов                                           | Альбом                      | Примечание                          |
| ------------------------------ | ---- | ----------------------------------- | ---------------------------------------------------- | --------------------------- | ----------------------------------- |
| «27/7»                         | 2018 | Иван Дрёмин                         | Иван Дрёмин                                          | без альбома                 | FACE cover                          |
| «Алое сердце»                  | 2013 | Рустам Плёнкин                      | Инесса Каминская                                     | без альбома                 | Дуэт с Рустамом Штаром              |
| «Ангел-хранитель»              | 2012 | Игорь Азаров                        | Регина Лисиц                                         | «История одной любви»       |                                     |
| «А мы любили»                  | 2019 | Бесик Шпетишвили                    | Мария Кричевская                                     | без альбома                 | Дуэт с Brandon Stone                |
| «Банкет»                       | 1993 | Гари Голд                           | Илья Резник                                          | «Экспресс в Монте-Карло»    |                                     |
| «Банкет»                       | 1995 | Гари Голд                           | Илья Резник                                          | «Концерт в „Метрополе“»     | Концертная версия                   |
| «Батюшка»                      | 1995 | Сергей Коржуков                     | Михаил Танич                                         | «Далеко, далеко»            |                                     |
| «Батюшка»                      | 1995 | Сергей Коржуков                     | Михаил Танич                                         | «Концерт в „Метрополе“»     | Концертная версия                   |
| «Батюшка»                      | 1996 | Сергей Коржуков                     | Михаил Танич                                         | «Карусель»                  |                                     |
| «Беги, беги»                   | 2009 | Леонид Агутин                       | Леонид Агутин                                        | без альбома                 | Дуэт с Вадимом Тирольским           |
| «Беги, беги»                   | 2010 | Леонид Агутин                       | Леонид Агутин                                        | «Лети, моя девочка, лети»   |                                     |
| «Беги, беги»                   | 2019 | Леонид Агутин                       | Леонид Агутин                                        | «Значит, пора»              | Дуэт с Александром Панайотовым      |
| «Бедное сердце»                | 1997 | Игорь Азаров                        | Регина Лисиц                                         | «Пропадаю я»                |                                     |
| «Бедное сердце»                | 2005 | Игорь Азаров                        | Регина Лисиц                                         | «К единственному, нежному…» |                                     |
| «Бедное сердце»                | 2016 | Игорь Азаров                        | Регина Лисиц                                         | «Ещё люблю»                 |                                     |
| «Белые облака»                 | 2007 | Надежда Новосадович                 | Надежда Новосадович                                  | «К единственному, нежному…» |                                     |
| «Белым-бела»                   | 2002 | Игорь Азаров                        | Ольга Клименкова                                     | «Горький шоколад»           |                                     |
| «Берега»                       | 2021 | Влад Булах, Сергей Булах            | Влад Булах, Сергей Булах                             | без альбома                 | Дуэт с Людмилой Соколовой           |
| «Берегу и кораблю»             | 2012 | Игорь Азаров                        | Регина Лисиц                                         | «История одной любви»       | Дуэт с Кирой Дымовым                |
| «Бути без тебе»                | 2019 | Андрей Большедворский               | Андрей Большедворский                                | без альбома                 | Дуэт с Андреем Большедворским       |
| «Бродяга»                      | 1997 | Игорь Азаров                        | Регина Лисиц                                         | «Пропадаю я»                |                                     |
| «Вареники с вишнями»           | 1995 | Александр Лукьянов                  | Михаил Танич                                         | «Далеко, далеко»            |                                     |
| «Вера, Верочка»                | 1995 | Сергей Коржуков                     | Сергей Никитин Михаил Танич                          | «Далеко, далеко»            |                                     |
| «Верба»                        | 2012 | неизвестно                          | неизвестно                                           | «История одной любви»       | Дуэт с Николаем Васильевым          |
| «Ветер»                        | 2001 | Игорь Азаров                        | Регина Лисиц                                         | «Горький шоколад»           |                                     |
| «Ветер»                        | 2016 | Игорь Азаров                        | Регина Лисиц                                         | «Ещё люблю»                 |                                     |
| «Витёк»                        | 1995 | Игорь Демарин                       | Михаил Танич                                         | «Далеко, далеко»            |                                     |
| «Возьми меня с собой»          | 1985 | Алексей Мажуков                     | Михаил Танич                                         | «Любимый»                   |                                     |
| «Возьми меня с собой»          | 2003 | Алексей Мажуков                     | Михаил Танич                                         | «Горький шоколад»           |                                     |
| «Вот и всё»                    | 1985 | Андрей Дементьев                    | Аркадий Хоралов                                      | «Любимый»                   |                                     |
| «Всё повторилось»              | 2010 | Андрей Иголкин                      | Татьяна Белянчикова                                  | «Лети, моя девочка, лети»   |                                     |
| «Вспомни меня»                 | 1997 | Игорь Азаров                        | Регина Лисиц                                         | «Пропадаю я»                |                                     |
| «Вспомни меня»                 | 2012 | Игорь Азаров                        | Регина Лисиц                                         | «История одной любви»       |                                     |
| «Гитара»                       | 2007 | Игорь Азаров                        | Регина Лисиц                                         | «К единственному, нежному…» |                                     |
| «Городской шалман»             | 1995 | Аркадий Укупник                     | Кирилл Крастошевский                                 | «Далеко, далеко»            |                                     |
| «Городской шалман»             | 1996 | Аркадий Укупник                     | Кирилл Крастошевский                                 | «Карусель»                  |                                     |
| «Горький вкус бузины»          | 2015 | Игорь Азаров                        | Михаил Гуцериев                                      | без альбома                 |                                     |
| «Горький вкус бузины»          | 2016 | Игорь Азаров                        | Михаил Гуцериев                                      | «Ещё люблю»                 | Издана под названием «Время, время» |
| «Горький шоколад»              | 2003 | Игорь Азаров                        | Ольга Клименкова                                     | «Горький шоколад»           |                                     |
| «Горький шоколад»              | 2012 | Игорь Азаров                        | Ольга Клименкова                                     | «История одной любви»       | Дуэт с Игорем Сарухановым           |
| «Гусарская рулетка»            | 1985 | Максим Дунаевский                   | Наум Олев                                            | «Любимый»                   |                                     |
| «Гусарская рулетка»            | 1995 | Максим Дунаевский                   | Наум Олев                                            | «Концерт в „Метрополе“»     | Концертная версия                   |
| «Давай начнём сначала»         | 2010 | Андрей Иголкин                      | Татьяна Белянчикова                                  | «Лети, моя девочка, лети»   |                                     |
| «Давай-наяривай»               | 2019 | Игорь Матвиенко                     | Александр Шаганов                                    | без альбома                 |                                     |
| «Далеко, далеко»               | 1995 | Аркадий Укупник                     | Андрей Желтый                                        | «Далеко, далеко»            |                                     |
| «Два человека»                 | 2012 | Игорь Азаров                        | Регина Лисиц                                         | «История одной любви»       |                                     |
| «Две судьбы»                   | 2007 | Игорь Азаров                        | Регина Лисиц                                         | «К единственному, нежному…» |                                     |
| «Две судьбы»                   | 2019 | Игорь Азаров                        | Регина Лисиц                                         | «Значит, пора»              | Дуэт с Владимиром Пресняковым       |
| «Джигарь»                      | 1993 | Гари Голд                           | Илья Резник                                          | «Экспресс в Монте-Карло»    |                                     |
| «Доля»                         | 2016 | Игорь Кисиль                        | Игорь Кисиль                                         | «Ещё люблю»                 |                                     |
| «Если это не любовь»           | 2017 | Карлос Кола                         | Инесса Каминская                                     | без альбома                 |                                     |
| «Ещё люблю»                    | 2016 | Игорь Кисиль                        | Игорь Кисиль                                         | «Ещё люблю»                 |                                     |
| «Ещё минута»                   | 2012 | Армандо Мансанеро                   | Регина Лисиц                                         | «История одной любви»       | Дуэт с Рустамом Штаром              |
| «Ещё минута»                   | 2019 | Армандо Мансанеро                   | Регина Лисиц                                         | без альбома                 | Дуэт с Арой Мартиросяном            |
| «Ещё не поздно»                | 1985 | Вилли Токарев                       | Вилли Токарев                                        | «Любимый»                   |                                     |
| «Ещё не поздно»                | 1995 | Вилли Токарев                       | Вилли Токарев                                        | «Концерт в „Метрополе“»     | Концертная версия                   |
| «Забудь»                       | 1997 | Игорь Кисиль                        | Игорь Кисиль                                         | «Замкнутый Круг»            |                                     |
| «Забываю»                      | 2007 | Валерий Римский                     | Валерий Римский                                      | «К единственному, нежному…» |                                     |
| «Забываю»                      | 2016 | Валерий Римский                     | Валерий Римский                                      | «Ещё люблю»                 |                                     |
| «Забытый сад»                  | 1993 | Гари Голд                           | Илья Резник                                          | «Экспресс в Монте-Карло»    |                                     |
| «Заграница»                    | 1995 | Игорь Демарин                       | Игорь Демарин                                        | «Концерт в „Метрополе“»     | Концертная версия                   |
| «Загуляем до утра»             | 1995 | Аркадий Укупник                     | Кирилл Крастошевский                                 | «Далеко, далеко»            |                                     |
| «Заклятье»                     | 1987 | Евгений Мартынов                    | Кази Назрул Ислам перевод с бенг. Михаила Курганцева | «Не забывай»                |                                     |
| «Зачем играешь ты со мной»     | 1995 | Аркадий Укупник                     | Владимир Баранов                                     | «Далеко, далеко»            |                                     |
| «Здравствуй, мой дорогой»      | 2003 | Александр Лукьянов                  | Лариса Рубальская                                    | «Горький шоколад»           |                                     |
| «Здравствуй, моя Мурка»        | 2016 | Кира Дымов                          | Игорь Кисиль                                         | «Ещё люблю»                 |                                     |
| «Значит, пора»                 | 2018 | Олег Кашара                         | Евгений Аверьянов                                    | «Значит, пора»              |                                     |
| «История одной любви»          | 2012 | Игорь Азаров                        | Регина Лисиц                                         | «История одной любви»       |                                     |
| «Кабриолет»                    | 1995 | Гари Голд                           | Илья Резник                                          | «Концерт в „Метрополе“»     | Концертная версия                   |
| «Калина»                       | 1985 | Валерий Зубков                      | Надежда Кондакова                                    | «Любимый»                   |                                     |
| «Калина»                       | 2012 | Валерий Зубков                      | Надежда Кондакова                                    | «История одной любви»       |                                     |
| «Калина»                       | 2016 | Валерий Зубков                      | Надежда Кондакова                                    | «Ещё люблю»                 | Дуэт с Ираклием Пирцхалавой         |
| «Карета»                       | 1995 | Аркадий Укупник                     | Александр Алов                                       | «Далеко, далеко»            |                                     |
| «Карета»                       | 2010 | Аркадий Укупник                     | Александр Алов                                       | «Лети, моя девочка, лети»   |                                     |
| «Карусель»                     | 1996 | Игорь Азаров                        | Регина Лисиц                                         | «Карусель»                  |                                     |
| «Карусель»                     | 2016 | Игорь Азаров                        | Регина Лисиц                                         | «Ещё люблю»                 |                                     |
| «Колесо фортуны»               | 1996 | Аркадий Укупник                     | Борис Шифрин                                         | «Карусель»                  |                                     |
| «Кривые зеркала»               | 1993 | Гари Голд                           | Илья Резник                                          | «Экспресс в Монте-Карло»    |                                     |
| «Кривые зеркала»               | 1995 | Гари Голд                           | Илья Резник                                          | «Концерт в „Метрополе“»     | Концертная версия                   |
| «К единственному, нежному»     | 2005 | Игорь Азаров                        | Регина Лисиц                                         | «К единственному, нежному…» |                                     |
| «Лагуна»                       | 1996 | Игорь Азаров                        | Регина Лисиц                                         | «Карусель»                  |                                     |
| «Лети, лети»                   | 2010 | Андрей Иголкин                      | Андрей Иголкин                                       | «Лети, моя девочка, лети»   |                                     |
| «Лиза»                         | 2003 | Лариса Машкевич                     | Лариса Машкевич                                      | без альбома                 |                                     |
| «Ловите вора»                  | 2012 | Игорь Азаров                        | Регина Лисиц                                         | «История одной любви»       |                                     |
| «Лодочка»                      | 2012 | неизвестно                          | Инесса Каминская                                     | без альбома                 | Дуэт с Рустамом Штаром              |
| «Люба-Любонька»                | 1985 | Вилли Токарев                       | Михаил Шуфутинский                                   | «Любимый»                   | Дуэт с Михаилом Шуфутинским         |
| «Люба-Любонька»                | 1995 | Вилли Токарев                       | Михаил Шуфутинский                                   | «Концерт в „Метрополе“»     | Концертная сольная версия           |
| «Люба всегда права»            | 2020 | Брендон Стоун, Михаил Сапожников    | Брендон Стоун, Михаил Сапожников                     | без альбома                 |                                     |
| «Любимый»                      | 1985 | Вилли Токарев                       | Вилли Токарев                                        | «Любимый»                   |                                     |
| «Любимый»                      | 1995 | Вилли Токарев                       | Вилли Токарев                                        | «Концерт в „Метрополе“»     | Концертная версия                   |
| «Любит и ждёт»                 | 2007 | Игорь Азаров                        | Регина Лисиц                                         | «Пропадаю я»                |                                     |
| «Люблю Париж»                  | 2016 | неизвестно                          | неизвестно                                           | без альбома                 |                                     |
| «Любочка»                      | 2016 | Маша Макарова                       | Агния Барто                                          | «Еще люблю»                 |                                     |
| «Мама»                         | 1987 | Григорий Дубровский                 | неизвестно                                           | «Не забывай»                |                                     |
| «Маруся завязала»              | 2007 | Александр Розенбаум                 | Александр Розенбаум                                  | «К единственному, нежному…» | Дуэт с Александром Розенбаумом      |
| «Маэстро Феллини»              | 1993 | Гари Голд                           | Илья Резник                                          | «Экспресс в Монте-Карло»    |                                     |
| «Медленный танец»              | 1997 | Игорь Азаров                        | Регина Лисиц                                         | «Пропадаю я»                |                                     |
| «Между нами»                   | 2007 | Игорь Азаров                        | Регина Лисиц                                         | «К единственному, нежному…» |                                     |
| «Мой звёздный сад»             | 1985 | Михаил Шуфутинский                  | Татьяна Лебединская                                  | «Любимый»                   |                                     |
| «Монте-Карло»                  | 1993 | Гари Голд                           | Илья Резник                                          | «Экспресс в Монте-Карло»    |                                     |
| «Монте-Карло»                  | 2005 | Гари Голд                           | Илья Резник                                          | «К единственному, нежному…» |                                     |
| «Моя осенняя любовь»           | 2010 | Андрей Иголкин                      | Андрей Иголкин                                       | «Лети, моя девочка, лети»   |                                     |
| «Мужики»                       | 1996 | Сергей Коржуков                     | Михаил Танич                                         | «Карусель»                  |                                     |
| «Мы с тобою похожи»            | 2012 | Игорь Азаров                        | Регина Лисиц                                         | «История одной любви»       |                                     |
| «Найди себя»                   | 1985 | Раймонд Паулс                       | Илья Резник                                          | «Любимый»                   |                                     |
| «На краю земли»                | 2020 | Брендон Стоун, Марко Радинович      | Брендон Стоун, Марко Радинович                       | «Цвет любви»                | Дуэт с Брендоном Стоуном            |
| «Наше лето»                    | 2020 | Брендон Стоун, Михаил Сапожников    | Брендон Стоун, Михаил Сапожников                     | без альбома                 | Дуэт с Брендоном Стоуном            |
| «Небо»                         | 2003 | Игорь Азаров                        | Регина Лисиц                                         | «Горький шоколад»           |                                     |
| «Небо»                         | 2012 | Игорь Азаров                        | Регина Лисиц                                         | «История одной любви»       | Дуэт Леонидом Агутиным              |
| «Небо»                         | 2016 | Игорь Азаров                        | Регина Лисиц                                         | «Ещё люблю»                 | Концертная версия                   |
| «Ностальгия»                   | 1996 | Рафаэль Бешаров                     | Андрей Артемьев                                      | «Карусель»                  |                                     |
| «Ночной гость»                 | 2007 | Гари Голд                           | Илья Резник                                          | «Карета»                    |                                     |
| «Не верь этим словам»          | 1985 | Игорь Азаров                        | Регина Лисиц                                         | «Любимый»                   |                                     |
| «Не верь этим словам»          | 2005 | Игорь Азаров                        | Регина Лисиц                                         | «К единственному, нежному…» |                                     |
| «Не забывай»                   | 1987 | Давид Тухманов                      | Владимир Харитонов                                   | «Не забывай»                |                                     |
| «Не может быть»                | 1985 | Вячеслав Добрынин                   | Михаил Пляцковский                                   | «Любимый»                   |                                     |
| «Не может быть»                | 2016 | Вячеслав Добрынин                   | Михаил Пляцковский                                   | «Ещё люблю»                 |                                     |
| «Не повторяйтесь»              | 2003 | Игорь Азаров                        | Михаил Танич                                         | «Горький шоколад»           |                                     |
| «Ну где ты был»                | 2016 | Алекс Колчин                        | Доминик Джокер                                       | «Ещё люблю»                 | Дуэт с Домиником Джокером           |
| «Ну что тебе надо»             | 1987 | Александр Барьюдин                  | Андрей Вознесенский                                  | «Не забывай»                |                                     |
| «Обида»                        | 2007 | Владимир Евзеров                    | Мария Петровых                                       | без альбома                 | Концертная версия                   |
| «Облака»                       | 2007 | Александр Розенбаум                 | Александр Розенбаум                                  | «К единственному, нежному…» | Дуэт с Александром Розенбаумом      |
| «Океан»                        | 2012 | Михаил Спинакер                     | Елена Шпарага                                        | «Пролито вино…»             | дуэт Владиславом Медяником          |
| «Окончен путь»                 | 2016 | неизвестно                          | Алла Баянова                                         | «Ещё люблю»                 |                                     |
| «Отпусти»                      | 2019 | Кирилл Арбатов                      | Александра Любимова                                  | «Значит, пора»              | Дуэт с Emin                         |
| «От Москвы до Шепетовки»       | 1997 | Игорь Азаров                        | Регина Лисиц                                         | «Пропадаю я»                |                                     |
| «Очень красивая женщина»       | 1997 | Игорь Азаров                        | Регина Лисиц                                         | «Пропадаю я»                |                                     |
| «Падает снег»                  | 1996 | Рудольф Гроссман                    | Рудольф Гроссман                                     | «Карусель»                  |                                     |
| «Париж»                        | 1993 | Лариса Машкевич                     | Лариса Машкевич                                      | «Экспресс в Монте-Карло»    |                                     |
| «Первая любовь»                | 2011 | Адриано Челентано                   | неизвестно                                           | «Планета счастья»           | Дуэт с Владиславом Медяником        |
| «Подари мне»                   | 2010 | Сергей Петросян                     | Сергей Петросян                                      | «Лети, моя девочка, лети»   |                                     |
| «Помни»                        | 1987 | Дидье Маруани                       | Григорий Дубровский                                  | «Не забывай»                |                                     |
| «По полюшку»                   | 2020 | Наталья Лапина                      | Наталья Лапина                                       | без альбома                 |                                     |
| «Последнее письмо»             | 1996 | Аркадий Укупник                     | Олег Гегельский                                      | «Карусель»                  |                                     |
| «Прабабушка»                   | 1993 | Гари Голд                           | Илья Резник                                          | «Экспресс в Монте-Карло»    |                                     |
| «Прабабушка»                   | 1995 | Гари Голд                           | Илья Резник                                          | «Концерт в „Метрополе“»     | Концертная версия                   |
| «Пропадаю я»                   | 1997 | Игорь Азаров                        | Регина Лисиц                                         | «Пропадаю я»                |                                     |
| «Пропадаю я»                   | 2019 | Игорь Азаров                        | Регина Лисиц                                         | «Значит, пора»              |                                     |
| «Пропади ты пропадом»          | 1993 | Гари Голд                           | Илья Резник                                          | «Экспресс в Монте-Карло»    |                                     |
| «Пропади ты пропадом»          | 1995 | Гари Голд                           | Илья Резник                                          | «Концерт в „Метрополе“»     | Концертная версия                   |
| «Просто кафе»                  | 1995 | Сергей Коржуков                     | Михаил Танич                                         | «Далеко, далеко»            |                                     |
| «Просто кафе»                  | 2005 | Сергей Коржуков                     | Михаил Танич                                         | «К единственному, нежному…» |                                     |
| «Прощальный день»              | 1987 | Давид Тухманов                      | Раиса Саед-Шах                                       | «Не забывай»                |                                     |
| «Разведённые»                  | 1995 | Александр Лукьянов                  | Григорий Белкин                                      | «Далеко, далеко»            |                                     |
| «Расскажи мне, мама»           | 1996 | Аркадий Укупник                     | Юлия Кадышева                                        | «Карусель»                  |                                     |
| «Романс»                       | 1997 | Игорь Азаров                        | Владимир Набоков                                     | «Пропадаю я»                |                                     |
| «Россия»                       | 1993 | Гари Голд                           | Илья Резник                                          | «Экспресс в Монте-Карло»    |                                     |
| «Россия»                       | 1995 | Гари Голд                           | Илья Резник                                          | «Концерт в „Метрополе“»     | Концертная версия                   |
| «Россия—Америка»               | 2020 | Владимир Ильичев, Олег Шаумаров     | Владимир Ильичев, Олег Шаумаров                      | без альбома                 | Дуэт с Наргиз Закировой             |
| «Русская любовь»               | 2010 | Георгий Барыкин                     | Сергей Мудров                                        | «Лети, моя девочка, лети»   |                                     |
| «Рябиновая настойка»           | 1995 | Сергей Коржуков                     | Михаил Танич                                         | «Концерт в „Метрополе“»     | Концертная версия                   |
| «Се-ля-ви»                     | 2001 | Александр Лукьянов                  | Николай Зиновьев                                     | «Се-ля-ви»                  | дуэт с Владиславом Медяником        |
| «Серпантин»                    | 2003 | Игорь Азаров                        | Ольга Клименкова                                     | «Горький шоколад»           |                                     |
| «Сигаретка»                    | 2007 | Игорь Азаров                        | Ольга Клименкова                                     | «К единственному, нежному…» |                                     |
| «Сильней, чем прежде»          | 2003 | Сосо Павлиашвили                    | Андрей Артемьев                                      | «Горький шоколад»           | Дуэт с Сосо Павлиашвили             |
| «Сильней, чем прежде»          | 2019 | Сосо Павлиашвили                    | Андрей Артемьев                                      | «Значит, пора»              | Дуэт с Сосо Павлиашвили             |
| «Сирень»                       | 2012 | Игорь Азаров                        | Регина Лисиц                                         | «История одной любви»       |                                     |
| «Скрипка»                      | 2010 | Надежда Новосадович                 | Надежда Новосадович                                  | «Лети, моя девочка, лети»   |                                     |
| «Случайные связи»              | 2003 | Александр Лукьянов                  | Лариса Рубальская                                    | «Горький шоколад»           |                                     |
| «Сонный Париж»                 | 2016 | Андрей Иголкин                      | Наталья Лаптева                                      | без альбома                 |                                     |
| «Сонька»                       | 2008 | Дмитрий Смирнов                     | Виктор Мережко                                       | без альбома                 |                                     |
| «Старый парк»                  | 1995 | Аркадий Укупник                     | Олег Гегельский                                      | «Далеко, далеко»            |                                     |
| «Старый парк»                  | 2006 | Аркадий Укупник                     | Олег Гегельский                                      | «Дуэты разных лет»          | Дуэт с Михаилом Шуфутинским         |
| «Стена хрустальная»            | 1996 | Александр Лукьянов                  | Николай Зиновьев                                     | «Карусель»                  |                                     |
| «С неба звёздочка упала»       | 1997 | Игорь Азаров                        | Регина Лисиц                                         | «Пропадаю я»                |                                     |
| «Таблетка»                     | 2015 | Анастасия Сланевская Юрий Киреев    | Анастасия Сланевская Виктор Дробыш                   | «Откровенно»                | Дуэт со Славой                      |
| «Там, где тебе нет места»      | 2010 | Андрей Иголкин                      | Андрей Иголкин                                       | «Лети, моя девочка, лети»   |                                     |
| «Танго»                        | 2003 | Игорь Азаров                        | Регина Лисиц                                         | «Горький шоколад»           |                                     |
| «Тонкий лёд»                   | 2007 | Игорь Азаров                        | Регина Лисиц                                         | «К единственному, нежному…» |                                     |
| «Трудно представить»           | 1987 | Вячеслав Добрынин                   | Леонид Дербенёв                                      | «Не забывай»                |                                     |
| «Трудно представить»           | 2016 | Вячеслав Добрынин                   | Леонид Дербенёв                                      | «Ещё люблю»                 | Дуэт с Максимом Авериным            |
| «Ты вернёшься домой»           | 2007 | Игорь Азаров                        | Регина Лисиц                                         | «К единственному, нежному…» |                                     |
| «Ты же не забыл»               | 2018 | Алексей Потапенко                   | Алексей Потапенко                                    | без альбома                 | Дуэт с Настей Каменских             |
| «Ты пришла»                    | 2019 | неизвестно                          | неизвестно                                           | без альбома                 | Концертная версия                   |
| «Ты уйдёшь»                    | 2016 | Игорь Азаров                        | Кира Дымов                                           | «Ещё люблю»                 |                                     |
| «Ты, ты, ты»                   | 2017 | Тончо Русев                         | Леонид Дербенёв                                      | без альбома                 | Концертная версия                   |
| «Холостой мужчина»             | 1997 | Игорь Азаров                        | Регина Лисиц                                         | «Пропадаю я»                |                                     |
| «Хулиганка»                    | 1993 | Гари Голд                           | Илья Резник                                          | «Экспресс в Монте-Карло»    |                                     |
| «Хулиганка»                    | 1995 | Гари Голд                           | Илья Резник                                          | «Концерт в „Метрополе“»     | Концертная версия                   |
| «Цыганская»                    | 2016 | Игорь Григорьев                     | Игорь Григорьев                                      | «Ещё люблю»                 |                                     |
| «Цыганская»                    | 2019 | Игорь Григорьев                     | Игорь Григорьев                                      | «Значит, пора»              | Совместно с «Табор возвращается»    |
| «Чёрная роза»                  | 2019 | Леонид Вакульчук                    | Леонид Вакульчук                                     | без альбома                 | Дуэт с CYGO                         |
| «Это неправда»                 | 1997 | Игорь Азаров                        | Регина Лисиц                                         | «Пропадаю я»                |                                     |
| «Я боюсь, он не любит меня»    | 1987 | Виктор Сапрыкин                     | Григорий Поженян                                     | «Не забывай»                |                                     |
| «Я буду очень по тебе скучать» | 2003 | Игорь Азаров                        | Регина Лисиц                                         | «Горький шоколад»           | Дуэт с Владиславом Медяником        |
| «Я женщина»                    | 2010 | Владимир Евзеров                    | Сурат Рахимбабаев                                    | «Лети, моя девочка, лети»   |                                     |
| «Я и Париж»                    | 1993 | Гари Голд                           | Илья Резник                                          | «Экспресс в Монте-Карло»    |                                     |
| «Я милого узнаю по походке»    | 1987 | неизвестно                          | неизвестно                                           | «Не забывай»                |                                     |
| «Я милого узнаю по походке»    | 2016 | неизвестно                          | неизвестно                                           | «Ещё люблю»                 |                                     |
| «Я тоже его люблю»             | 2014 | Ирина Дубцова                       | Ирина Дубцова                                        | без альбома                 | Дуэт с Ириной Дубцовой              |
| «Я не знаю»                    | 2010 | Андрей Иголкин                      | Андрей Иголкин                                       | «Лети, моя девочка, лети»   |                                     |
| «Я сам по себе»                | 1996 | Георгий Мовсесян                    | Игорь Шаферан                                        | «Карусель»                  | Дуэт с Владиславом Медяником        |
| «Я слишком тебя любила»        | 2020 | Брендон Стоун                       | Мария Захарова                                       | без альбома                 |                                     |
| «Я так хочу тебя забыть»       | 2007 | Мишель Дебре                        | Илья Резник                                          | «Карета»                    |                                     |
| «Я уехала»                     | 1993 | Гари Голд                           | Илья Резник                                          | «Экспресс в Монте-Карло»    |                                     |
| «Я хозяйка своей судьбы»       | 2009 | Евгений Кемеровский                 | Евгений Кемеровский                                  | без альбома                 |                                     |
| «Ağ çiçək»                     | 2018 | Эмин Сабитоглу                      | Наби Хазри                                           | без альбома                 | Концертная версия                   |
| «Amore»                        | 2019 | К. Арбатов, А. Любимова, Я. Ройтман | К. Арбатов, А. Любимова, Я. Ройтман                  | «Крик души»                 | Дуэт со Славой                      |
| «Panda E new»                  | 2019 | Леонид Вакульчук                    | Леонид Вакульчук                                     | без альбома                 | Дуэт с CYGO                         |
| «Vaxenum em Kases Che»         | 2010 | Тата Симонян                        | Тата Симонян                                         | без альбома                 | Дуэт с Татой Симонян                |